# Mount Chandler
Mount Chandler är ett berg i Antarktis. Det ligger i Västantarktis. Argentina, Chile och Storbritannien gör anspråk på området. Toppen på Mount Chandler är 1 255 meter över havet.
Terrängen runt Mount Chandler är huvudsakligen lite kuperad. Trakten är obefolkad. Det finns inga samhällen i närheten.